# Fraser River (vattendrag i Australien, Western Australia)
Fraser River är ett vattendrag i Australien. Det ligger i delstaten Western Australia, omkring 1 800 kilometer nordost om delstatshuvudstaden Perth.
Savannklimat råder i trakten. Genomsnittlig årsnederbörd är 1 202 millimeter. Den regnigaste månaden är februari, med i genomsnitt 344 mm nederbörd, och den torraste är augusti, med 2 mm nederbörd.